# Portes Sarrazines
Les Portes Sarrazines sont une cluse située sur la commune de Gex et traversée par le Grand Journans. Elles sont formées rive gauche par l'extrémité du Florimont et rive droite par le mont Chanais.
Leur étroitesse et leur aspect monumental en font un lieu prisé par les promeneurs. Le sentier qui les parcourt emprunte le lit du Grand Journans ce qui en fait une promenade originale.
Leur nom provient d'une légende locale. Au cours de l'invasion de la région par les Sarrasins aux VIIIe et IXe siècles, les habitants de Gex seraient allés chercher refuge au-delà de ces portes de pierre.